# James Branch Cabell
James Branch Cabell (Richmond (Virgínia), 14 de abril de 1879 — Richmond, 5 de maio de 1958) foi um escritor de ficção científica estadunidense. Cabell era bem visto por seus contemporâneos, incluindo HL Mencken, Edmund Wilson e Sinclair Lewis. Suas obras foram consideradas escapistas e se encaixaram bem na cultura dos anos 1920, quando eram mais populares. Para Cabell, a veracidade era "o único pecado imperdoável, não apenas contra a arte, mas contra o bem-estar humano".
Embora escapistas, as obras de Cabell são irônicas e satíricas. Mencken contestou a afirmação de Cabell de romantismo e o caracterizou como "realmente o mais ácido de todos os anti-românticos. Seus heróis espalhafatosos... perseguem dragões exatamente como os stockbrockers jogam golfe". Cabell via a arte como uma fuga da vida, mas uma vez que o artista cria seu mundo ideal, ele descobre que ele é feito dos mesmos elementos que o compõem.
O interesse por Cabell diminuiu na década de 1930, um declínio que foi atribuído em parte ao seu fracasso em sair de seu nicho de fantasia, apesar do início da Segunda Guerra Mundial. Alfred Kazin disse que "Cabell e Hitler não habitaram o mesmo universo".

## Vida
Cabell nasceu em uma família rica e bem relacionada da Virgínia, e viveu a maior parte de sua vida em Richmond. O primeiro Cabell se estabeleceu na Virgínia em 1664; O bisavô paterno de Cabell, William H. Cabell, foi governador da Comunidade de 1805 a 1808. O condado de Cabell, na Virgínia Ocidental, recebeu o nome do governador. O avô de James Branch Cabell, Robert Gamble Cabell, era médico; seu pai, Robert Gamble Cabell II (1847–1922), tinha um doutorado, mas praticou como farmacêutico; sua mãe, Anne Harris (1859–1915), era filha do Tenente Coronel James R. Branch, do Exército dos Estados Confederados da América. James era o mais velho de três meninos - seus irmãos eram Robert Gamble Cabell III (1881–1968) e John Lottier Cabell (1883–1946). Seus pais se separaram e mais tarde se divorciaram em 1907.  Sua tia era a sufragista e educadora Mary-Cooke Branch Munford.
Embora o sobrenome de Cabell seja frequentemente pronunciado incorretamente como "Ka-BELL", ele próprio o pronunciou como "CAB-ble". Para lembrar ao editor a pronúncia correta, Cabell compôs esta rima: "Diga à turba que meu nome é Cabell."

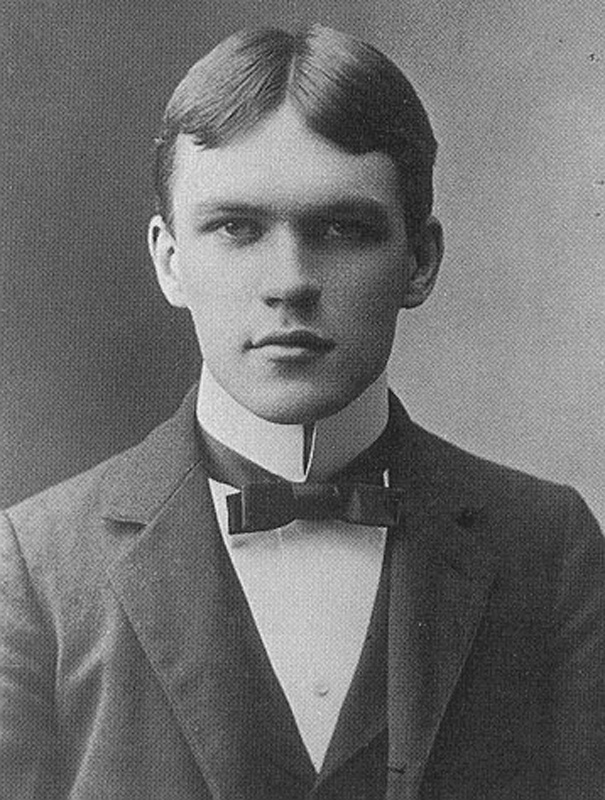
Cabell em 1893 aos 14 anos

Cabell matriculou-se no College of William and Mary em 1894 com a idade de quinze anos e se formou em junho de 1898. Durante a graduação, Cabell ensinou francês e grego no College. De acordo com sua amiga íntima e colega autora Ellen Glasgow, Cabell desenvolveu uma amizade com um professor da faculdade que foi considerada por alguns como "íntima demais" e, como resultado, Cabell foi demitido, embora posteriormente tenha sido readmitido e concluído seu curso. Após sua graduação, ele trabalhou de 1898 a 1900 como repórter de um jornal na cidade de Nova York, mas voltou para Richmond em 1901, onde trabalhou vários meses na equipe do Richmond News.
1901 foi um ano agitado para Cabell: suas primeiras histórias foram aceitas para publicação e ele foi suspeito do assassinato de John Scott, um rico Richmonder. Corria o boato de que Scott estava envolvido romanticamente com a mãe de Cabell. O suposto envolvimento de Cabell no assassinato de Scott e seu "escândalo" na faculdade foram mencionados na autobiografia de Ellen Glasgow publicada postumamente (1954), The Woman Within. Em 1902, sete das primeiras histórias de Cabell apareceram em revistas nacionais e, na década seguinte, ele escreveu muitos contos e artigos, contribuindo para revistas publicadas nacionalmente, incluindo Harper's Monthly Magazine e The Saturday Evening Post, além de realizar uma extensa pesquisa na família dele'.
Entre 1911 e 1913, ele foi empregado de seu tio no escritório das minas de carvão Branch em West Virginia. Em 8 de novembro de 1913, ele se casou com Priscilla Bradley Shepherd, uma viúva com cinco filhos de seu casamento anterior.  Em 1915, nasceu o filho Ballard Hartwell Cabell. Priscilla morreu em março de 1949; Cabell casou-se novamente em junho de 1950 com Margaret Waller Freeman.
Durante sua vida, Cabell publicou cinquenta e dois livros, incluindo romances, genealogias, coleções de contos, poesia e miscelânea. Foi eleito para a Academia de Artes e Ciências dos Estados Unidos em 1937.
Cabell morreu de hemorragia cerebral em 1958 em Richmond e foi enterrado no cemitério da Igreja Emmanuel em Brook Hill. No ano seguinte, os restos mortais de Cabell e sua primeira esposa foram reenterrados no cemitério de Hollywood.
Coleções significativas de Cabell estão armazenadas em vários repositórios, incluindo a Virginia Commonwealth University e a University of Virginia.

## Trabalhos

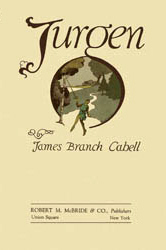
Sobrecapa de Jurgen, A Comedy of Justice

### Jurgen
O livro mais conhecido de Cabell, Jurgen, A Comedy of Justice (1919), foi o assunto de um célebre caso de obscenidade logo após sua publicação. O herói homônimo, que se considera um "sujeito monstruoso e inteligente", embarca em uma viagem por reinos cada vez mais fantásticos, até o inferno e o céu. Aonde quer que vá, ele acaba seduzindo as mulheres locais, até mesmo a esposa do Diabo.
O romance foi denunciado pela Sociedade de Nova York para a Supressão do Vício; eles tentaram abrir um processo por obscenidade. O caso durou dois anos antes de Cabell e seu editor, Robert M. McBride, vencerem: as "indecências" eram duplos sentidos que também tinham uma interpretação perfeitamente decente, embora parecesse que o que realmente ofendeu a promotoria foi uma piada sobre infalibilidade papal. O juiz presidente, Charles Cooper Nott Jr., escreveu em sua decisão que "... o máximo que pode ser dito contra o livro é que certas passagens nele podem ser consideradas sugestivas de uma forma velada e sutil de imoralidade, mas tais sugestões são transmitidas delicadamente" e isso por causa da escrita de Cabell estilo "é duvidoso que o livro possa ser lido ou compreendido por mais do que um número muito limitado de leitores".
Cabell se vingou de um autor: a edição revisada de 1926 incluía uma passagem anteriormente "perdida" na qual o herói é levado a julgamento pelos filisteus, com um grande besouro de esterco como promotor-chefe. Ele também escreveu um pequeno livro, Taboo, no qual agradece a John H. Sumner e à Society for Suppression of Vice por gerar a publicidade que impulsionou sua carreira. Devido à notoriedade da supressão de Jurgen, Cabell tornou-se uma figura de fama internacional. No início dos anos 1920, ele foi associado por alguns críticos a um grupo de escritores conhecido como "The James Branch Cabell School", que incluía figuras como Mencken, Carl Van Vechten e Elinor Wylie.

### Biografia da Vida de Manuel
Grande parte da obra de Cabell tem como foco a Biografia da Vida de Manuel, a história de um personagem chamado Dom Manuel e seus descendentes ao longo de várias gerações. A biografia inclui um total de 25 obras escritas ao longo de um período de 23 anos. Cabell afirmou que considerava a Biografia uma única obra e supervisionou sua publicação em uma única edição uniforme de 18 volumes, conhecida como a Edição Storisende, publicada de 1927 a 1930. Vários volumes da Biografia também foram publicados em edições ilustradas por Frank C. Papé entre 1921 e 1926.
Os temas e personagens de Jurgen aparecem em muitas obras incluídas na Biografia. Figuras da Terra conta a história de Manuel, o pastor de porcos, um protagonista moralmente ambíguo que sobe para conquistar um reino jogando com as expectativas dos outros - seu lema é Mundus Vult Decipi, que significa "o mundo deseja ser enganado". O Garanhão de Prata é uma sequência solta de Figures of Earthque trata da criação da lenda de Manuel, o Redentor, em que Manuel é retratado como um herói infalível, exemplo a que todos os outros deveriam aspirar; a história é contada pelos ex-cavaleiros de Manuel, que relembram como as coisas realmente eram e fazem abordagens diferentes para conciliar a mitologia com a atualidade de Manuel.
Muitos destes livros decorrem no país fictício eventualmente governado por Manuel, conhecido como "Poictesme". A intenção do autor era situar Poictesme aproximadamente no sul da França. O nome sugere as duas verdadeiras cidades francesas de Poitiers (Poictiers medievais) e Angoulême (Angoulesme medieval). Vários outros livros acontecem na cidade fictícia de Lichfield, Virginia.
Depois de concluir a biografia em 1932, Cabell encurtou seu nome profissional para Branch Cabell. O nome truncado foi usado para todas as suas novas publicações "pós- Biografia " até a impressão de There Were Two Pirates (1946).

### Outros
Embora Cabell seja mais conhecido como um fantasista, os enredos e personagens de seus primeiros romances, The Eagle's Shadow (1904), The Cords of Vanity (1909) e The Rivet in Grandfather's Neck (1915) (mais tarde, todos adaptados para inclusão no a Biografia), não saia da sociedade cotidiana da pequena nobreza sitiada da Virgínia. Mas o estilo divertido de Cabell está claramente em evidência, e em edições posteriores cada livro carregaria um subtítulo caracteristicamente cabelliano: A Comedy of Purse-Strings, A Comedy of Shirking e A Comedy of Limitations, respectivamente.
Seu romance posterior, The First Gentleman of America: A Comedy of Conquest (1942), reconta a estranha carreira de um índio americano da costa do Potomac que navegou com exploradores espanhóis, para mais tarde retornar, ser nomeado chefe de sua tribo, e matar todos os espanhóis no novo assentamento da Virgínia. Cabell entregou um tratamento mais conciso e histórico dos eventos do romance em The First Virginian, parte um de sua obra de não-ficção de 1947, Let Me Lie, um livro sobre a história da Virgínia.
Outros trabalhos incluem:
- A trilogia The Nightmare Has Triplets, composta por Smirt (1934), Smith (1935) e Smire (1937)
- A trilogia The Heirs and Assigns, composta por Hamlet Had an Uncle (1940), The King Was in His Counting House (1938) e The First Gentleman of America (1942)
- A trilogia It Happened in Florida, composta por The St. Johns (escrita em colaboração com AJ Hanna), There Were Two Pirates (1946) e The Devil's Own Dear Son (1949)

Cabell também escreveu várias obras autobiográficas e genealógicas.

### Lista de trabalhos
- The Eagle's Shadow (1904)
- The Line Of Love (1905) (também intitulado: Dizain Des Mariages)
- Gallantry (1907/22)
- Branchiana (1907)
- The Cords Of Vanity: A Comedy Of Shirking (1909/21)
- Chivalry: Dizain Des Reines (1909/21)
- Branch Of Abingdon (1911)
- The Soul Of Melicent (1913)
- The Rivet In Grandfather's Neck: A Comedy Of Limitations, (1915)
- The Majors And Their Marriages (1915)
- The Certain Hour (1916)
- From The Hidden Way (1916/1924)
- The Cream Of The Jest (1917)
- Jurgen: A Comedy Of Justice (1919)
- Beyond Life (1919)
- Domnei: A Comedy Of Woman-Worship (1920)
- The Judging Of Jurgen (1920)
- Jurgen And The Censor (1920)
- Taboo: A Legend Retold From The Dighic Of Saevius Nicanor (1921)
- Figures Of Earth: A Comedy Of Appearances (1921)
- The Jewel Merchants (1921)
- Joseph Hergesheimer (1921)
- The Jewel Merchants (1921)
- The Lineage Of Lichfield: An Essay In Eugenics (1922)
- The High Place (1923)
- Straws And Prayer-Books (1924)
- The Silver Stallion (1926)
- The Music From Behind The Moon (1926)
- Something About Eve (1927)
- The Works (1927-30)
- The White Robe (1928)
- Ballades From The Hidden Way (1928)
- The Way Of Ecben (1929)
- Sonnets From Antan (1929)
- Some Of Us: An Essay In Epitaphs (1930)
- Townsend Of Lichfield (1930)
- Between Dawn And Sunrise (1930) [editado por John Macy]
- These Restless Heads: A Trilogy Of Romantics (1932)
- Special Delivery: A Packet Of Replies (1933)
- Ladies And Gentlemen: A Parcel Of Reconsiderations (1934)
- Smirt: An Urbane Nightmare (1934)
- Smith: A Sylvan Interlude (1935)
- Preface To The Past (1936)
- Smire: An Acceptance In The Third Person (1937)
- The Nightmare Has Triplets (1937)
- Of Ellen Glasgow (1938)
- The King Was In His Counting House (1938)
- Hamlet Had An Uncle (1940)
- The First Gentleman Of America (1942)  (Título no Reino Unido: The First American Gentleman)
- The St Johns: A Parade Of Diversities (1943) [com A.J. Hanna]
- There Were Two Pirates (1946)
- Let Me Lie (1947)
- The Witch Woman (1948)
- The Devil's Own Dear Son (1949)
- Quiet Please (1952)
- As I Remember It: Some Epilogues In Recollection (1955)
- Between Friends (1962)

Fonte: 